# Berčinovac
Berčinovac (cyr. Берчиновац) – wieś w Serbii, w okręgu zajeczarskim, w gminie Knjaževac. W 2011 roku liczyła 120 mieszkańców.